# Melolobium microphyllum
Melolobium microphyllum là một loài thực vật có hoa trong họ Đậu. Loài này được (L.f.) Eckl. & Zeyh. miêu tả khoa học đầu tiên.